# Nadie (2017)
Nadie es una película independiente cubana de género documental estrenada en 2017 y dirigida por Miguel Coyula. La cinta obtuvo el premio a Mejor Documental durante su estreno en el festival de Cine Global Dominicano, e inmediatamente después sufrió una redada policial en La Habana cuando se intentó su proyección en una galerìa privada. Más adelante la película se proyectó en un ciclo de cine Cubano Censurado en el Museo de Arte Moderno de Nueva York. Reyes, Dean Luis (11 de marzo de 2018). «Cuban Cinema under censorship». MoMA. Consultado el 11 de marzo de 2018.

## Trama
Es el mes de noviembre del 2015, casi ciego, el poeta cubano censurado Rafael Alcides decide terminar sus novelas sin publicar y descubre que después de varias décadas, la tinta casera de la máquina de escribir que utilizó, se ha borrado.  Con una lupa y una computadora comienza la transcripción de lo que ha sido su obra de vida: La revolución cubana como una historia de amor y decepción a través de un hombre que una vez estuvo en la luz pública y hoy vive en un exilio interior.

## Producción
En el 2015 Miguel Coyula se encontraba filmando su largometraje Corazón Azul cuando tuvo un accidente que lo confinó a descansar en su casa por 6 meses. Decidió entonces entrevistar al poeta Rafael Alcides contra una pantalla negra. Las 40 horas de entrevistas se convirtieron inicialmente en una serie web y finalmente en un largometraje. Utilizando postproducción digital, se añadieron narraciones visuales de archivo y animación mientras Alcides habla en primer plano.

## Censura
El 15 de abril de 2017, la seguridad del estado cubana, junto a la policía, lanzó una redada policial para evitar la proyección del filme en La Habana, en el espacio privado Casa Galería El Círculo, perteneciente a los artistas, y activistas Luis Trápaga y Lía Villares, interceptando a su director, y a la actriz Lynn Cruz cuando se dirigían al local. Si bien Miguel Coyula era un cineasta incómodo, después de este momento, se convirtió en un cineasta prohibido en Cuba. El suceso resultó en la aniquilación de la vida laboral y cultural dentro del país tanto para su director, Miguel Coyula, como para la actriz Lynn Cruz

## Reconocimientos
- Premio a Mejor Película experimental, Arrial Cine Fest, 2019
- Premio a Mejor Documental, Festival de Cine Global Dominicano, 2017